# Giovanni Ceva
Giovanni Ceva (n. decembrie 1647, Milano, Imperiul Spaniol – d. mai 1734, Mantova, Monarhia Habsburgică) a fost matematician italian, cunoscut mai ales pentru o teoremă referitoare la triunghiuri care îi poartă numele în geometrie, numită ulterior teorema lui Ceva.
Fratele său, Tommaso Ceva, a fost de asemenea un matematician prestigios.

## Biografie
După ce a urmat colegiul iezuit din orașul natal, apoi la Universitatea din Pisa, obține, în 1686, un post de profesor de matematică la Universitatea din Mantova, unde a rămas până la sfârșitul vieții.

## Activitate

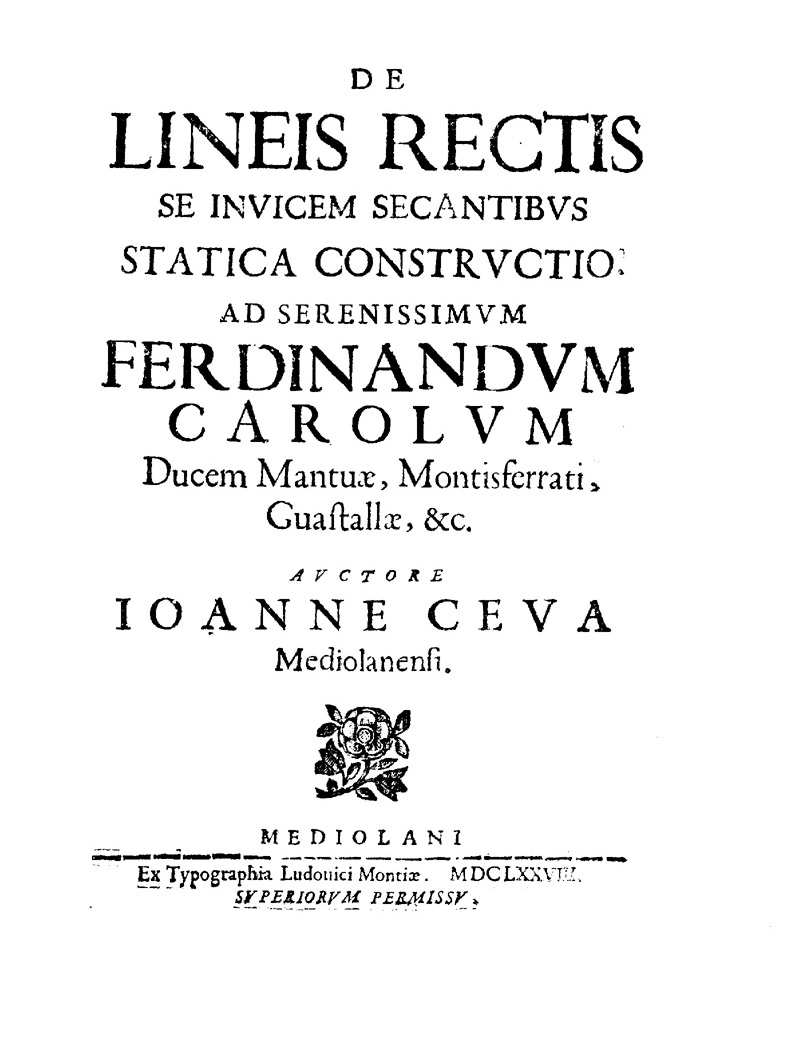
De lineis rectis se invicem secantibus statica constructio, 1678

Geometria a fost domeniul de care s-a ocupat cu predilecție. A mai studiat și unele chestiuni de mecanică (cum ar fi oscilația pendulului), hidraulică, aplicații ale matematicii în economie.

### Scrieri
- De lineis rectis se invicem secantibus, statica constructio, 1678: Aici apare celebra sa teoremă.
- Opuscula mathematica, 1682
- Geometria Motus, 1692: Anticipează calculul infinitezimal.
- De Re Numeraria, qoud fieri potuit, geometrice tractata, 1711: Prima carte de economie matematică
- Opus hydrostaticum, 1728: Aici se ocupă de domeniul hidraulicii.

De teoremele lui Menelaus și Ceva s-a ocupat și matematicianul român Dumitru Ionescu în 1957.

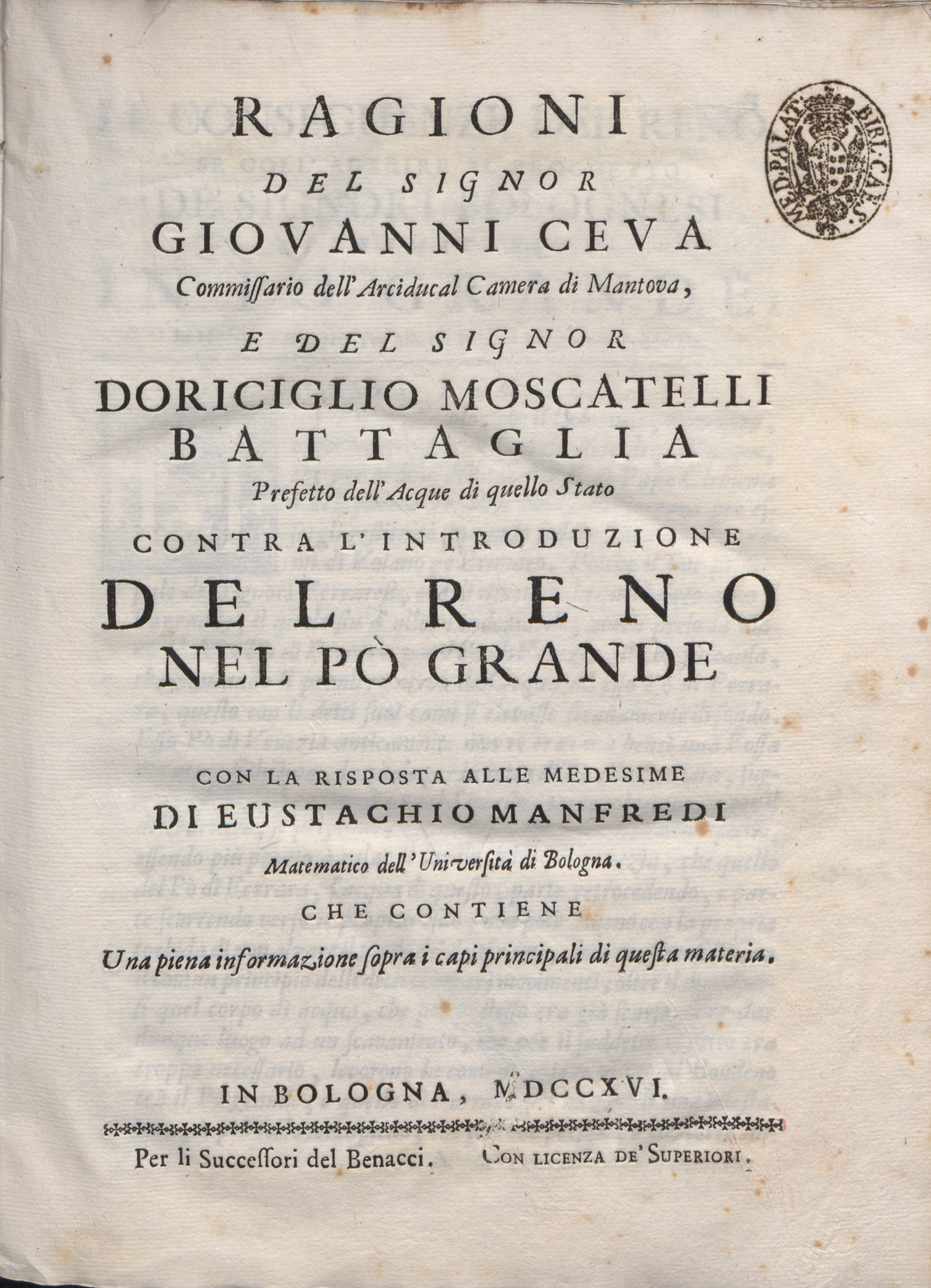
Ragioni [...] contra l'introduzione del Reno nel Pò, 1716
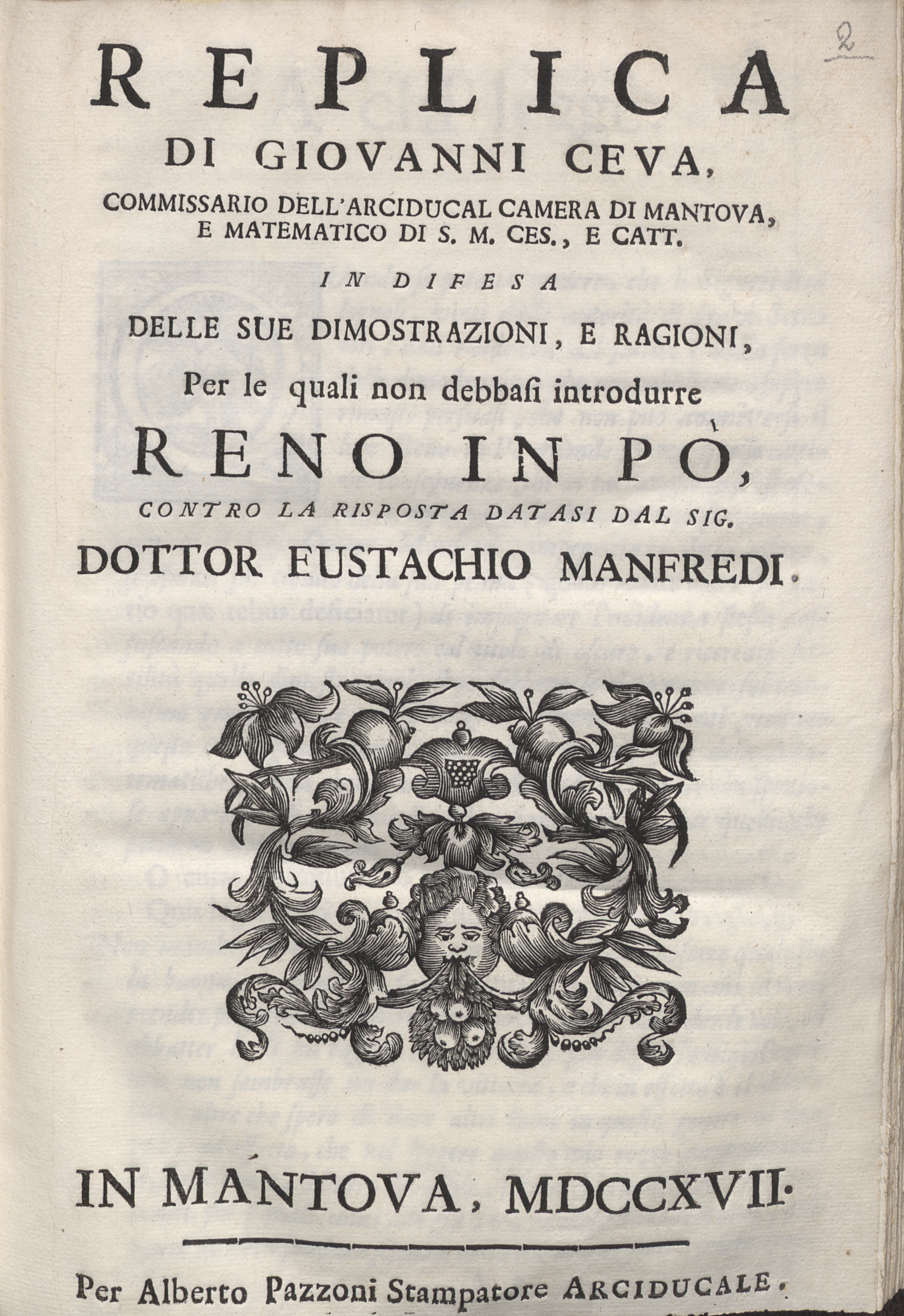
Replica [...] in difesa delle sue dimostrazioni, e ragioni per la quali non debbasi introdurre Reno in Po, 1717